# The One (album Elton John)
The One è il trentatreesimo album (il ventitreesimo in studio) del cantautore britannico Elton John, pubblicato il 22 giugno 1992.

## Descrizione
Il disco è stato registrato nello Studio Guillame Tell a Parigi; prodotto da Chris Thomas, è dedicato a Vance Buck; la copertina è firmata Versace (che all'epoca curava anche l'aspetto stilistico dei concerti di John). Nel 1992 (anno della distribuzione dell'LP), Elton ha ormai dato un nuovo corso alla propria vita, finalmente sano e regolare dopo anni di eccessi (nel 1990 si è infatti riabilitato dalla dipendenza da droghe e alcool e dalla bulimia); sviluppa quindi una maturità senza precedenti e una rinnovata quiete interiore. The One ne è un chiaro esempio: album di stampo pop, mette in evidenza molti brani riflessivi. Solo poche tracce, comunque, hanno una melodia lenta e tranquilla; la maggior parte conserva un'andatura movimentata, incluso il secondo singolo Runaway Train, duetto con Eric Clapton (degna di menzione risulta essere anche la collaborazione con David Gilmour, alla chitarra in Understanding Women).
Per alcuni critici, la produzione di Chris Thomas (in linea con i suoni dell'epoca) costituisce il punto debole del disco, penalizzando le canzoni; ciò nonostante, The One ha avuto un grande successo commerciale, soprattutto in Europa. È stato per tre settimane consecutive alla posizione numero due della classifica britannica, senza mai toccare la numero uno a causa della compilation Back to Front di Lionel Richie; negli Stati Uniti ha conseguito una #8, mentre in Italia ha raggiunto persino la prima posizione in classifica. Inoltre, sono stati estratti ben quattro singoli: The One, Simple Life, The Last Song e la già citata Runaway Train (la title track diventerà una delle canzoni più famose dell'Elton John anni Novanta).
Nel 1998 è stata pubblicata la ristampa rimasterizzata di questo album, contenente due tracce bonus.

## Tracce
Testi e musiche di Elton John e Bernie Taupin.
1. Simple Life – 6:25
2. The One – 5:53
3. Sweat it Out – 6:38
4. Runaway Train – 5:23 (Elton John/Bernie Taupin/Olle Romo) – Duetto con Eric Clapton
5. Whitewash County – 5:30
6. The North – 5:15
7. When a Woman Doesn't Want You – 4:55
8. Emily – 4:58
9. On Dark Street – 4:43
10. Understanding Women – 5:03
11. The Last Song – 3:21

### Tracce bonus (CD 1998)
1. Suit of Wolves – 5:37
2. Fat Boys and Ugly Girls – 4:13

## Lato B
| Brano                            | Formato                  |
| -------------------------------- | ------------------------ |
| "Suit of Wolves"                 | The One 7"/CD (US/UK)    |
| "Fat Boys and Ugly Girls"        | The One CD (US/UK)       |
| "Understanding Women (Remix)"    | Runaway Train CD (US/UK) |
| "The Man Who Never Died (Remix)" | The Last Song 7"/CD (UK) |
| "Song for Guy (Remix)"           | The Last Song CD (UK)    |
| "Simple Life (Hot Mix)"          | Simple Life 7"/CD (US)   |
| "Simple Life (Original Mix)"     | Simple Life CD (US)      |

## Formazione
- Elton John - voce, tastiera
- Davey Johnstone - chitarra
- David Gilmour - chitarra
- Olle Romo - batteria, programmazione, percussioni
- Pino Palladino - basso
- Mark Taylor - tastiera
- Guy Babylon - tastiera, programmazione
- Adam Seymour - chitarra
- Eric Clapton - chitarra
- Nigel Olsson, Kiki Dee, Jonice Jamison, Carole Fredericks, Beckie Bell - cori